# Río Moctezuma (Río Yaqui)
Der Río Moctezuma ist ein Fluss im mexikanischen Bundesstaat Sonora. Der Fluss entspringt in der Sierra Madre Occidental. Die Quelle des Flusses bildet der Bach Nacozari. Er entspringt in den nördlich der Bergbausiedlung Nacozari de García gelegenen Bergen. Der eigentliche Río Moctezuma hat eine Länge von 125 km. Er fließt von Norden nach Süden durch das Municipio Cumpas und mündet bei der Ortschaft San Pedro de la Cueva in den Stausee Plutarco Elías Calles, das vom Presa Plutarco Elías Calles gestaut wird. Bis zu seinem Zusammenfluss mit dem Río Yaqui hat er eine durchschnittliche Neigung von 0,32 %. Zu den Nebenflüsse gehören die Bäche Jurahui, Los Chirriones, Los Álamos und El Aljibar.
In den Jahren 1890 bis 1910 betrieb die in  Ohio ansässige „Transvaal Copper Mining Company“ einige Minen entlang des Flusses. Letztlich mussten sie diese aufgeben, da sich die Finanzierung und der Transport als schwierig erwiesen. Zudem kan es zu Aufständen durch die Minenarbeiter.
Es gibt einen weiteren Río Moctezuma in den mexikanischen Bundesstaaten Hidalgo und Querétaro.